# Bono

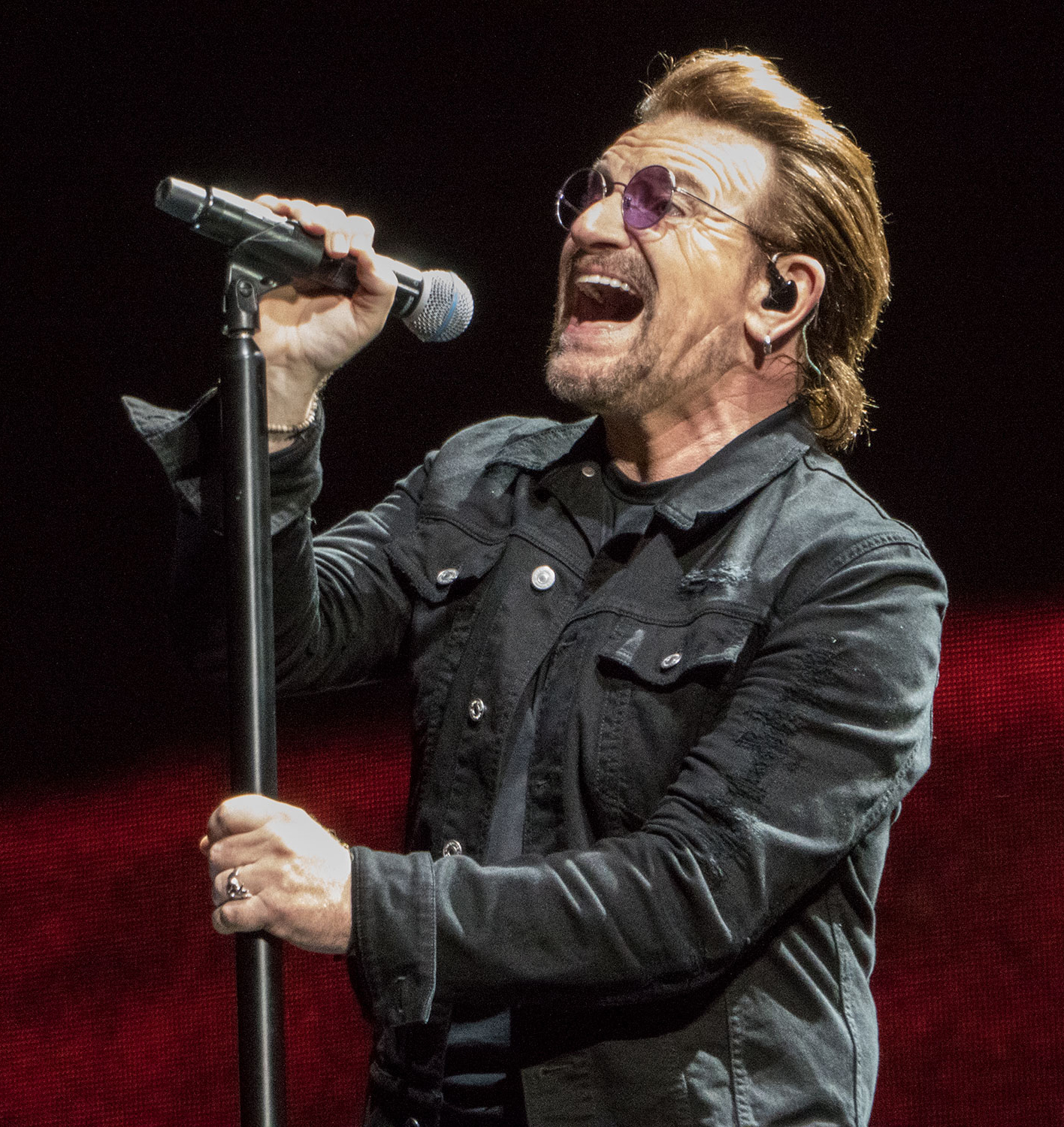
Bono (2017)

Paul David Hewson, KBE (* 10. Mai 1960 in Dublin), bekannt als Bono, ist ein irischer Musiker. Er ist Sänger, Gitarrist und Songwriter der Rockband U2.

## Leben
Paul David Hewson wuchs mit seinen Eltern, Brendan Robert „Bob“ Hewson und Iris (geb. Rankin), sowie seinem um acht Jahre älteren Bruder Norman Robert Hewson in einer Vorstadt der „Northside“ von Dublin (Finglas) auf. Der Vater war katholisch, die Mutter anglikanisch.
Seine Schulfreunde nannten ihn Bono Vox (von lateinisch bona vox für „gute Stimme“); dieser Spitzname wurde, auf Bono gekürzt, zu seinem Künstlernamen.
Als Bono 14 war, starb seine Mutter Iris im Jahr 1974 an einem Aneurysma. Die Lieder Tomorrow (1981) und Iris (Hold Me Close) (2014) sind ihr gewidmet.
2001 starb Bonos Vater an einem Krebsleiden. Bono widmete ihm die Lieder Sometimes You Can’t Make It on Your Own und One Step Closer, die 2004 auf dem U2-Album How to Dismantle an Atomic Bomb erschienen.
Seit August 1982 ist Bono mit Alison Hewson verheiratet; sie leben in Killiney, einem Vorort an der Küste südlich von Dublin. Das Paar hat zwei Töchter, darunter die Schauspielerin Eve Hewson, und zwei Söhne, darunter Elijah Hewson, der 2012 die Band Inhaler gründete.
Bereits Ende der achtziger Jahre wurde bei dem Musiker ein Glaukom („Grüner Star“) diagnostiziert. Zur Schonung seiner Augen trägt der Sänger seither Brillen mit getönten Gläsern. Gerade bei Auftritten sei es durch die Lichteffekte der Bühnenshow immer wieder zu stundenlangen Kopfschmerzen nach der Show gekommen. Aber auch einfaches Sonnenlicht oder ein Fotoblitz können zu minutenlangen Irritationen auf der Netzhaut und Sehbeeinträchtigungen führen. Das permanente Tragen von Sonnenbrillen trug mit zum scharfen Imagewechsel der Band U2 Anfang der neunziger Jahre bei. Oft wurde ihm in den Folgejahren der Vorwurf gemacht, dass es sich dabei lediglich um einen „Marketing-Gag“ handeln würde, und dem Musiker, weil er stets darauf beharrte, die Brille auch bei Interviews nicht abzunehmen, von seinen Kritikern ein Hang zu Egozentrik und Abgehobenheit unterstellt. Im Oktober 2014 bekannte sich Bono in der von der BBC ausgestrahlten Graham Norton Show zu seiner Krankheit.

## Musik

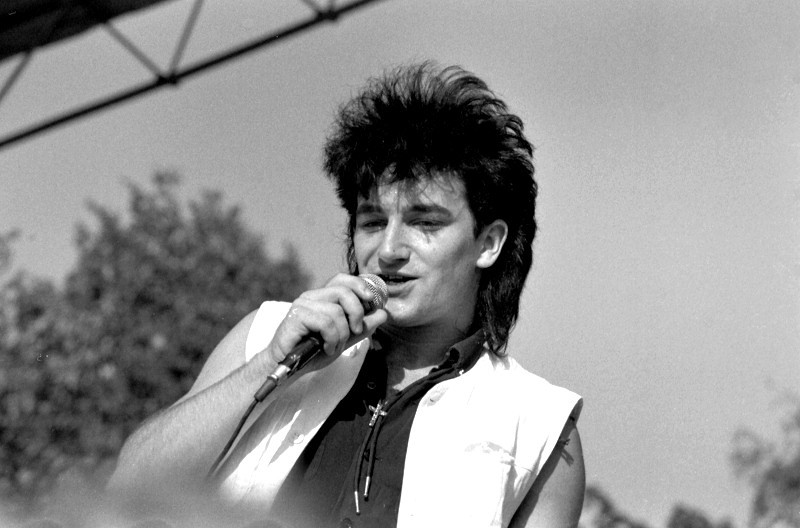
Bono auf einer Bühne (1983)

Mit 15 Jahren entdeckte Bono seine Neigung zur Musik und zum Gitarrespielen. Inspiriert wurde er durch die Musik von Bands wie der Patti Smith Group, Thin Lizzy oder den Ramones, später, post mortem, auch von Herman Brood.
1976 meldete er sich in der Mount Temple Comprehensive School in Dublin auf einen Aushang von Larry Mullen junior, der Musiker suchte, um eine Rockband zu gründen. Aus dieser Band wurde nach mehreren Namenswechseln (von „Feedback“ über „The Hype“) 1978 die Band U2.
Am 31. März 1995 gastierte Bono bei einer Aftershow von Prince in Dublin im Musikklub The Pod live auf der Bühne und sang den Song The Cross, veröffentlicht auf dem Album Sign „☮“ the Times.
Seit 2005 arbeitete er zusammen mit Gitarrist The Edge an der Musik für das Broadway-Musical Spider-Man: Turn Off the Dark, das 2011 Premiere hatte.
Der Rolling Stone listete Bono auf Rang 32 der 100 größten Sänger sowie gemeinsam mit The Edge auf Rang 35 der 100 größten Songwriter aller Zeiten.

## Politisches und soziales Engagement

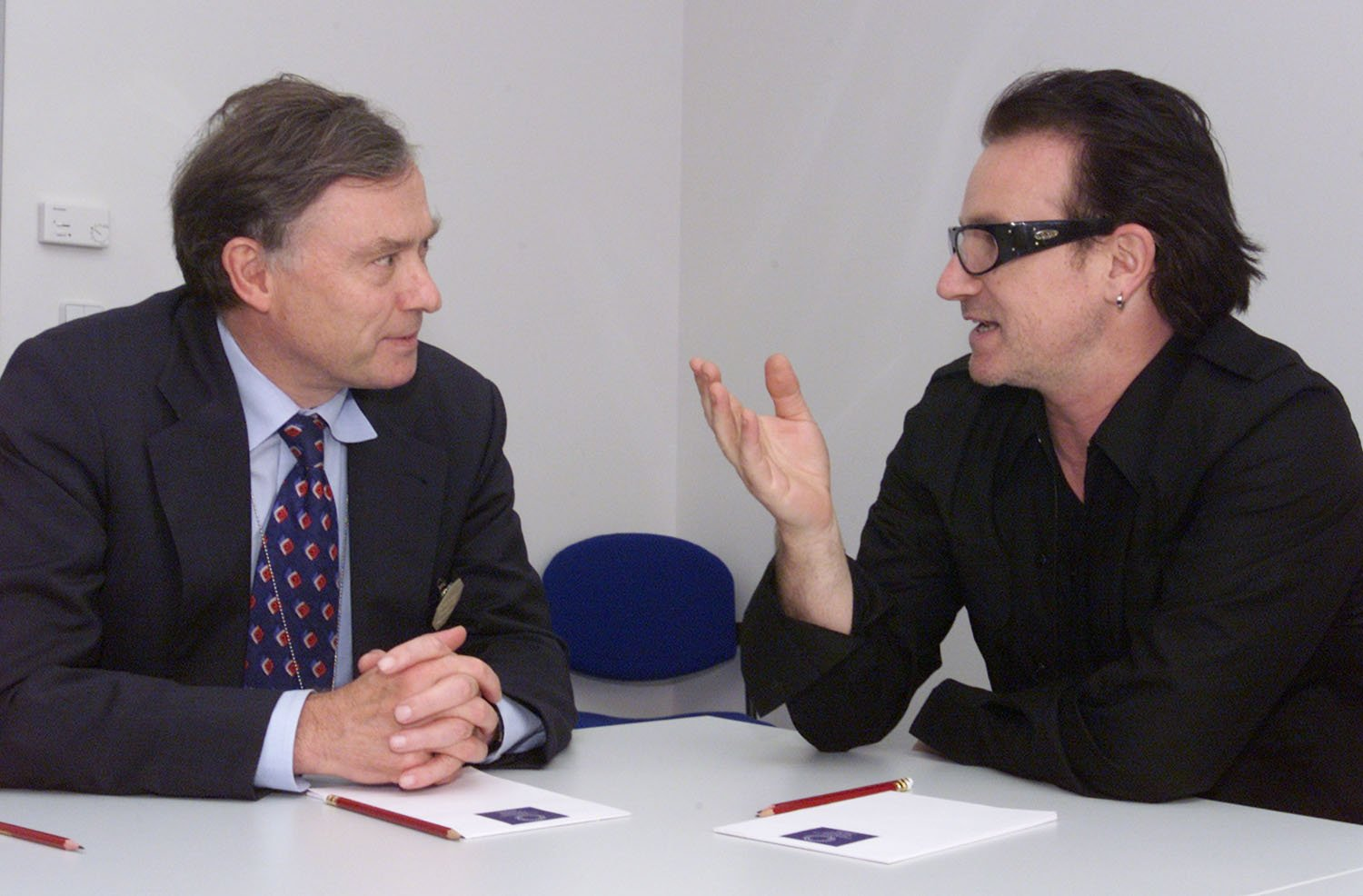
Bono bei einem Gespräch mit dem damaligen IWF-Direktor und späteren Bundespräsidenten Horst Köhler (2000)

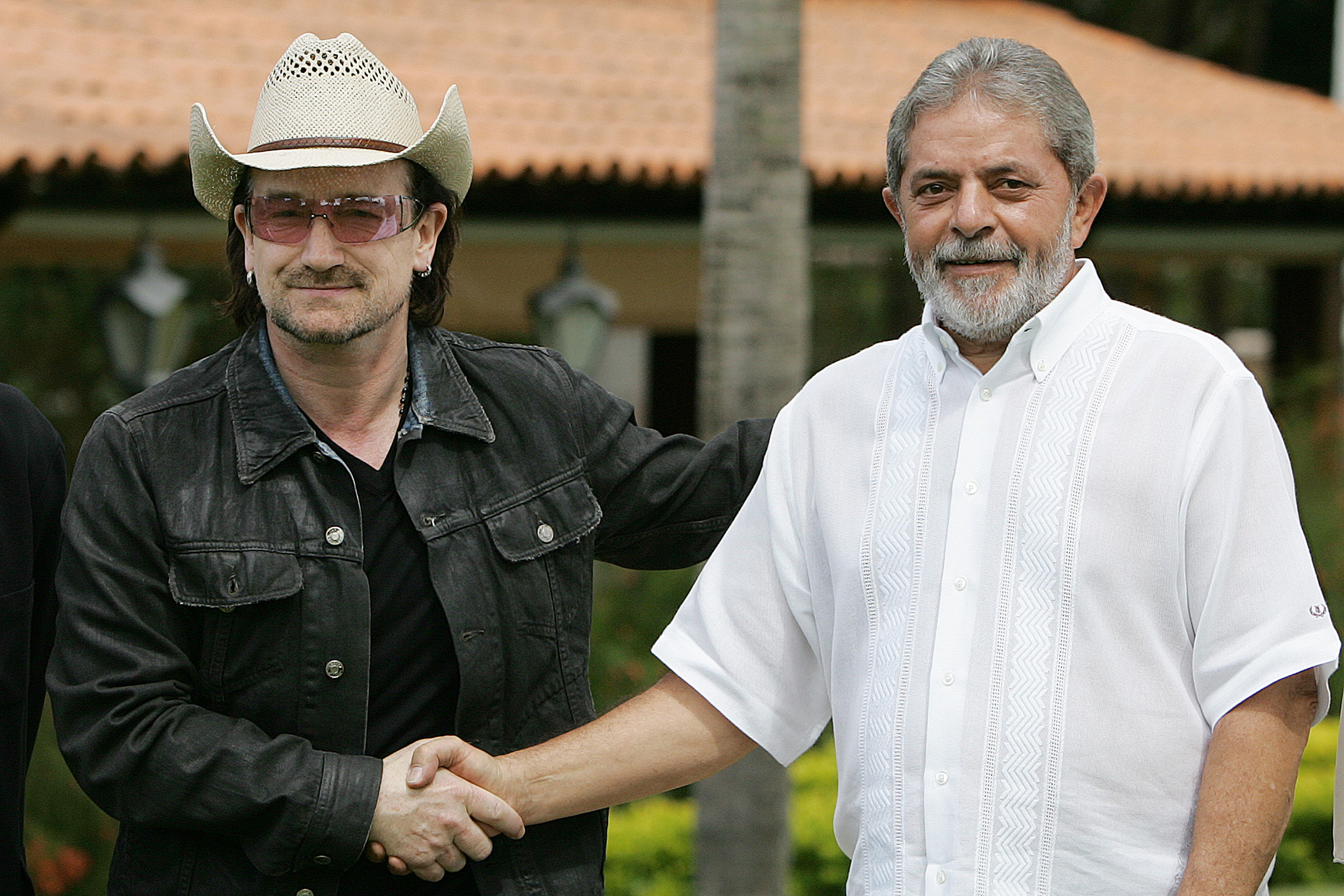
Bono mit Brasiliens Staatspräsidenten Luiz Inácio Lula da Silva (2006)

Bono nutzt seine Bekanntheit für politische und soziale Zwecke. Seine Hauptanliegen dabei sind die Bekämpfung von AIDS in Afrika und ein Schuldenerlass für Länder der Dritten Welt. Zudem engagierte er sich für die Opfer des Krieges in Bosnien-Herzegowina, so u. a. 1992 mit einer Live-Satelliten-Schaltung während eines Konzertes in London zur eingekesselten bosnischen Hauptstadt Sarajevo. U2 nahm auf seine Anregung hin am Live-Aid-Konzert (zur Bekämpfung der Hungersnot in Äthiopien) im Juli 1985 und an der Conspiracy of Hope-Tour für Amnesty International teil.
Bono war an der Kampagne „Jubilee 2000“ beteiligt, die dafür warb, den Jahrtausendwechsel als Anlass zu nehmen, den ärmsten Ländern Schulden zu erlassen und ihnen damit neue Entwicklungschancen zu ermöglichen. Zusammen mit einigen anderen Aktivisten dieser Kampagne und Bill und Melinda Gates gründete er 2002 die Organisation „Debt, AIDS, Trade in Africa“ (DATA), die sich für Schuldenerlass, Freihandel und die Bekämpfung von AIDS in Afrika einsetzt. Derzeit engagiert sich DATA hauptsächlich innerhalb eines gemeinsamen Zusammenschlusses von mehreren Hilfsorganisationen mit dem Namen „Make Poverty History“.
2005 organisierte Bono zusammen mit Bob Geldof die Wiederauflage von Live Aid unter dem Namen Live 8. Dies war ein weltumspannendes Rockkonzert unter dem Motto „Make Poverty History“, das am 2. Juli 2005 gleichzeitig an zehn Orten der G8-Mitgliedstaaten sowie in Südafrika stattfand. Die Konzerte sollten den Druck auf die führenden Politiker der reichen Staaten verstärken, einen Schuldenerlass für die Dritte-Welt-Länder zu beschließen. Im November 2005 trat die ebenfalls sozial engagierten Künstlerin Alicia Keys bei einer Veranstaltung der Hilfsorganisation Keep a Child Alive auf, die hauptsächlich Familien in Afrika und Asien hilft. Sie spielte zusammen mit Bono, der per Video live zugeschaltet war, eine Coverversion des Klassikers Don’t Give Up (Africa) von Kate Bush und Peter Gabriel ein. Alle Einnahmen des Wohltätigkeitsliedes kamen Keep a Child Alive zugute.
Auf Initiative des US-Finanzministers John W. Snow wurde Bono im März 2005 als neuer Präsident der Weltbank ins Gespräch gebracht. Er sei als Kandidat nicht auszuschließen, erklärte Snow dem US-Sender ABC.
Beim Konzert von Deine Stimme gegen Armut am 7. Juni 2007 in Rostock kam Bono unerwartet auf die Bühne und sang mit Herbert Grönemeyer das Lied Mensch. Bono sang auf Deutsch und zwischendurch auch „Keep your promise“ (deutsch: „Halte dein Versprechen“). Gemeinsam mit Youssou N’Dour, Bob Geldof und Campino sang er zudem den Titel You Never Give Me Your Money.
Bono schrieb das Vorwort des Buches Das Ende der Armut von Jeffrey Sachs.

## Kritik

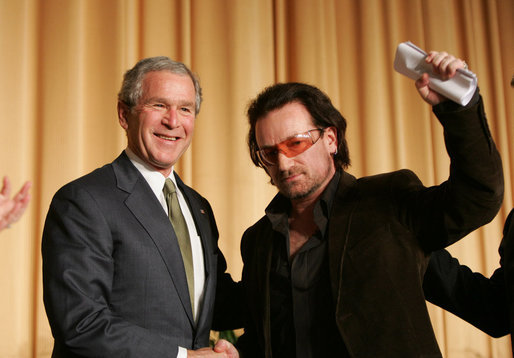
Bono zusammen mit George W. Bush (2006)

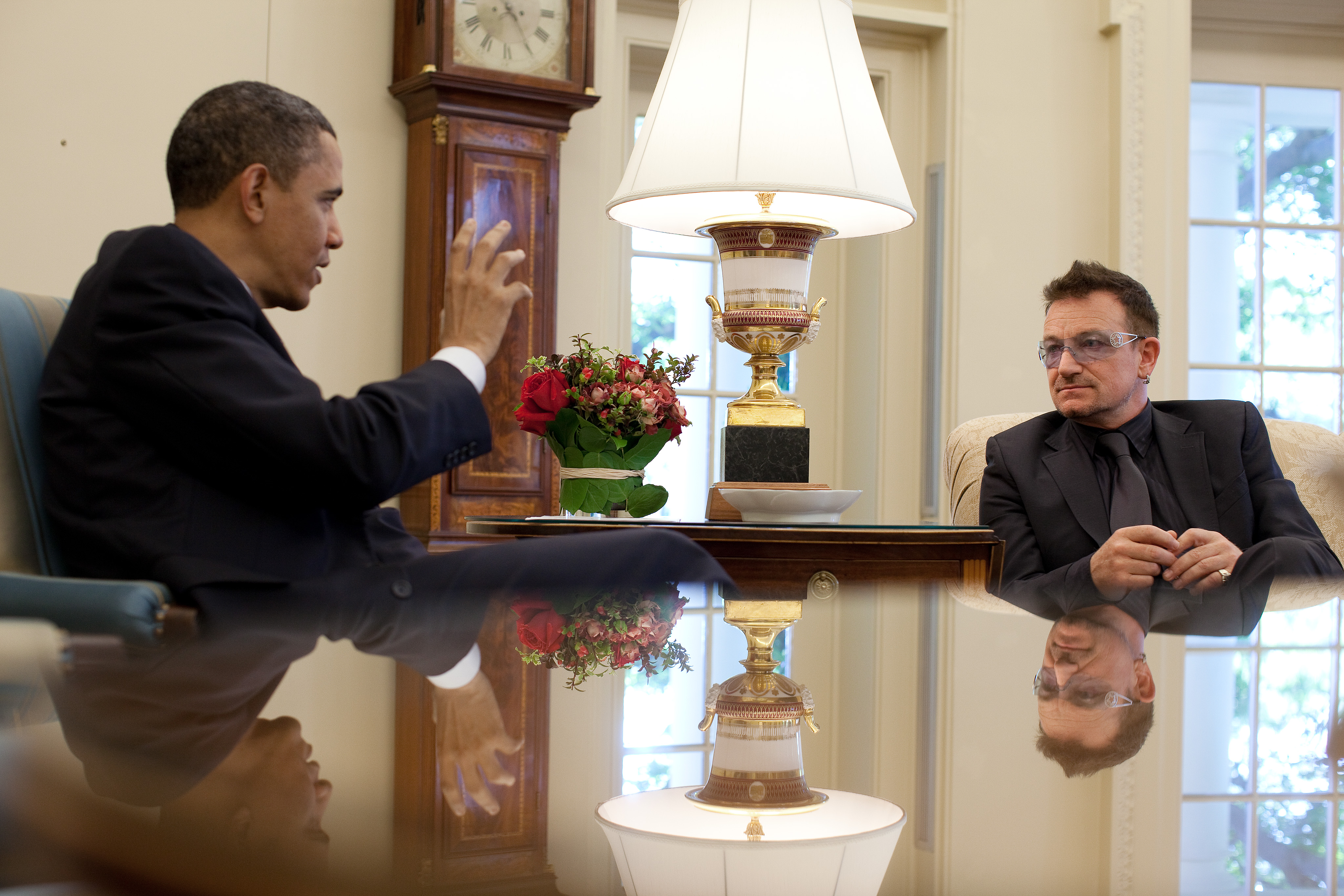
Bono mit US-Präsident Barack Obama (2010)

Viele Kritiker werfen Bono immer wieder vor, sein politisches Engagement sei unglaubwürdig. So äußerte der US-amerikanische Regisseur Joel Schumacher 1989 in einem Interview: „Wenn Bono mir sagt, dass der Himmel blau und das Gras grün ist, dann muss ich mich schon sehr anstrengen, um ihm das zu glauben.“
Der Stil seiner öffentlichen Auftritte an der Seite namhafter Politiker brachte Bono immer wieder die Kritik ein, sich von den politischen und wirtschaftlichen Machthabern zur Imageaufbesserung missbrauchen zu lassen.
Bono wurde auch kritisiert, weil er einen Teil seiner Einnahmen in den Niederlanden versteuert, wo er nur etwa ein Prozent davon an den Fiskus abführen muss, und gleichzeitig die Industriestaaten zur Erhöhung ihrer Entwicklungshilfe auffordert.
Bono wird in den Paradise Papers genannt. Nach einem Bericht von Journalisten der Süddeutschen Zeitung, WDR und NDR soll er ein „verzweigtes Firmengeflecht von Briefkastenfirmen“ haben. Nach Berichten der Irish Post, des Guardian und des britischen independent ist Bono allerdings nur ein passiver Minderheitsinvestor bei Nude Estates Malta, die vom irischen Unternehmer und Investor Bryan Meehan 2007 gegründet wurde, um private Wirtschaftsförderung, unter anderem in den Staaten der europäischen Osterweiterung, voranzutreiben. Vor diesem Hintergrund wurden im selben Jahr auch die Tochterfirmen Nude Estate 1 mit Sitz auf Guernsey und Nude Estates 2 mit Sitz in Litauen gegründet. Die Namen leiten sich ab von Nude Skincare, eine von Meehan gemeinsam mit dem Ehepaar Hewson entwickelte Produktlinie für Körperpflegemittel auf organischer Basis. Nude Estates 2 erwarb gleich nach der Gründung vor Ort ein Einkaufszentrum. 
Die litauische Steuerbehörde VMI hat 2017 eine Untersuchung gegen die Tochterfirma wegen einer nicht gesetzeskonformen Verrechnung der Abwertung des Immobilienwertes im Jahr 2012 eingeleitet. Damals brach die Wirtschaft in Litauen aufgrund der Weltfinanzkrise ein. Die Tochterfirma soll fällige lokale Steuern auf die erzielten Gewinne in Höhe von 34.000 € umgangen haben. Bono selbst zeigte sich überrascht und schockiert von dieser Nachricht, begrüßte aber in einer offiziellen Erklärung die eingeleiteten Untersuchungen, da er „stets selbst ein Vorkämpfer für mehr Transparenz bei Offshore-Investments gewesen“ sei.
Nachdem Nude Estates 2 für schuldig befunden und zur Nachzahlung der Steuerschuld zuzüglich einer Strafe in Höhe von 19.000 € verurteilt wurde, beendete Bono zum Jahresbeginn 2018 sein finanzielles Engagement in Litauen.

### Surrender
Arno Frank schrieb für Der Spiegel zu Bonos Autobiografie Surrender: „Die Autobiografie von U2-Sänger Bono ist unangenehm selbstbesoffen und nur schwer erträglich.“ SWR3-Musikredakteur Bernd Lechler kam zu einem anderen Urteil: „Bono schreibt total selbstkritisch über missglückte Songs und Aktionen, über Politik – vom Nordirlandkonflikt bis zur Hungerhilfe. Überhaupt ist Surrender (Deutsch: Kapitulation) ein nachdenkliches Buch. Da schreibt eben nicht nur ein Rockstar, sondern auch ein Selbstzweifler und Sinnsucher.“ „Auf den mehr als 600 Seiten“ der Autobiographie könne man dem Verfasser „eine schreiberische Originalität und Kreativität nicht absprechen“, urteilte Heinz Wernitznig vom Oberösterreichischen Volksblatt. „Selbstkritik und Humor kommen in Surrender ebenfalls nicht zu kurz – unter dem Strich eine gelungene Autobiografie mit interessanten Einblicken in das Innenleben eines Weltstars.“

## Auszeichnungen
Neben diversen Auszeichnungen als Bandmitglied der Gruppe U2 erhielt Bono für sein politisches und soziales Engagement folgende Anerkennungen:
- Free Your Mind Award (im Rahmen des MTV Europe Music Awards 1999)
- Europäer des Jahres 2001 (Auszeichnung des Magazins „European Voice“)
- Ritter der französischen Ehrenlegion, verliehen vom Staatspräsidenten am 28. Februar 2003
- Ehrendoktorwürde der University of Pennsylvania (18. Mai 2004)
- TED Prize 2005
- Deutscher Medienpreis 2005
- Person of the Year 2005 (zusammen mit Bill und Melinda Gates)
- Echo 2007 „Sonderpreis für globales Engagement“
- Knight Commander of the Order of the British Empire (KBE), verliehen am 29. März 2007
- Liberty Medal 2007
- Ehrendoktorwürde der Keiō-Universität 2008
- Mitglied der American Academy of Arts and Sciences (2009)
- Commandeur De L’Ordre Des Arts Et Des Lettres (Kommandeur des Ordens für Kunst und Literatur), verliehen am 16. Juli 2013
- Golden Globe für Mandela – Der lange Weg zur Freiheit, verliehen am 12. Januar 2014
- Presidential Medal of Freedom, verliehen am 4. Januar 2025

## Diskografie

### Singles
| Jahr | Titel Album                                            | Höchstplatzierung, Gesamtwochen, AuszeichnungChartplatzierungen (Jahr, Titel, Album, Platzierungen, Wochen, Auszeichnungen, Anmerkungen) | Höchstplatzierung, Gesamtwochen, AuszeichnungChartplatzierungen (Jahr, Titel, Album, Platzierungen, Wochen, Auszeichnungen, Anmerkungen) | Höchstplatzierung, Gesamtwochen, AuszeichnungChartplatzierungen (Jahr, Titel, Album, Platzierungen, Wochen, Auszeichnungen, Anmerkungen) | Höchstplatzierung, Gesamtwochen, AuszeichnungChartplatzierungen (Jahr, Titel, Album, Platzierungen, Wochen, Auszeichnungen, Anmerkungen) | Höchstplatzierung, Gesamtwochen, AuszeichnungChartplatzierungen (Jahr, Titel, Album, Platzierungen, Wochen, Auszeichnungen, Anmerkungen) | Höchstplatzierung, Gesamtwochen, AuszeichnungChartplatzierungen (Jahr, Titel, Album, Platzierungen, Wochen, Auszeichnungen, Anmerkungen) | Anmerkungen                                                                                |
| Jahr | Titel Album                                            | DE | AT | CH | UK | US | IE | Anmerkungen                                                                                |
| --- | ------------------------------------------------------ | --- | --- | --- | --- | --- | --- | ------------------------------------------------------------------------------------------ |
| 1986 | In a Lifetime Macalla                                  | — | — | — | UK17 (12 Wo.)UK | — | IE5 (5 Wo.)IE | Erstveröffentlichung: Januar 1986 Clannad feat. Bono                                       |
| 1993 | I’ve Got You Under My Skin Duets                       | — | — | — | UK4 (9 Wo.)UK | — | — | Erstveröffentlichung: November 1993 Frank Sinatra feat. Bono                               |
| 1994 | In the Name of the Father Im Namen des Vaters (O.S.T.) | — | — | — | UK46 (3 Wo.)UK | — | IE15 (4 Wo.)IE | Erstveröffentlichung: März 1994 mit Gavin Friday                                           |
| 1995 | North & South of the River Graffiti Tongue             | — | — | — | — | — | IE12 (8 Wo.)IE | Erstveröffentlichung: 1995 mit Christy Moore & The Edge                                    |
| 1998 | Lean On Me The Nu Nation Project                       | — | — | — | — | US79 (5 Wo.)US | — | Erstveröffentlichung: September 1998 Kirk Franklin feat. Mary J. Blige, R. Kelly & Bono    |
| 1999 | New Day Lebenslänglich (O.S.T.)                        | DE72 (2 Wo.)DE | — | CH48 (1 Wo.)CH | UK23 (2 Wo.)UK | — | IE12 (4 Wo.)IE | Erstveröffentlichung: 14. September 1999 Wyclef Jean feat. Bono                            |
| 2011 | Rise Above 1 Spider-Man: Turn Off the Dark (O.S.T.)    | — | — | — | — | US74 (1 Wo.)US | — | Erstveröffentlichung: Mai 2011 Reeve Carney feat. The Edge & Bono                          |
| 2014 | Do They Know It’s Christmas? –                         | DE2 Gold · (15 Wo.)DE | AT5 (9 Wo.)AT | CH5 (7 Wo.)CH | UK1 Platin · (6 Wo.)UK | US63 (1 Wo.)US | IE1 (6 Wo.)IE | Erstveröffentlichung: 17. November 2014 Verkäufe: + 751.000; als Teil von Band Aid 30      |
| 2021 | We Are the People –                                    | DE15 (9 Wo.)DE | AT28 Gold · (9 Wo.)AT | CH14 (13 Wo.)CH | — | — | — | Erstveröffentlichung: 13. Mai 2021 Verkäufe: + 15.000; Martin Garrix feat. The Edge & Bono |
| Folgende Lieder erschienen nicht als Single, wurden aber durch das Album zum Download und Streaming bereitgestellt und konnten somit eine Platzierung erlangen: |                                                        | | | | | | |                                                                                            |
| |                                                        | | | | | | |                                                                                            |
| 2010 | Stranded (Haiti Mon Amour) Hope for Haiti Now          | — | AT10 (2 Wo.)AT | — | UK41 (2 Wo.)UK | US16 (2 Wo.)US | — | Charteinstieg: 28. Januar 2010 mit Rihanna, Jay-Z & The Edge                               |

Weitere Singles
- 1993: Billy Boola (mit Gavin Friday)
- 1999: Slide Away (mit Michael Hutchence)
- 2003: Falling at Your Feet (mit Daniel Lanois)
- 2005: Don’t Give Up (Africa) (mit Alicia Keys; iTunes-Exclusive)
- 2006: I Wanna Be Around (mit Tony Bennett)
- 2010: Move on Up (mit Angélique Kidjo & John Legend)
- 2011: Picture This (mit Reeve Carney, The Edge & Jennifer Damiano)
- 2014: The Darkest Midnight (mit Michael W. Smith)

## Geldanlage
- Die Private-Equity-Beteiligungsgesellschaft Elevation Partners, der Bono kurz nach der Gründung 2004 beitrat, erwarb im August 2006 mit geschätzten 250 bis 300 Millionen US-Dollar rund 40 % am Forbes-Media-Konzern, zu dem auch das Forbes Magazine gehört.[25] Er war Mitglied des fünfköpfigen Führungsteams des 2015 aufgelösten Private-Equity-Fonds. Nach der Auflösung gründeten einige Mitglieder den Nachfolger NextEquity Partners,[26] während Bono als Mitbegründer des „The Rise Fund“ zusammen mit der TPG Capital auftrat, welcher sich für die Verbesserung der von den Vereinten Nationen definierten „sieben Sektoren nachhaltiger Entwicklung“ (Landwirtschaft und Ernährung, Gesundheit, Bildung, Energie, Infrastruktur, Finanzdienstleistungen und Technologie) in verschiedenen Projekten rund um den Globus engagiert.[27]
- Bono besitzt eine Beteiligung von 1,5 % an Facebook, die er 2009 für erst 90 Millionen US $ und etwas später nochmals für weitere 120 Millionen US $ gekauft hatte.[28] Nach dem Börsengang von Facebook wird sein Anteil auf 1,1 Milliarden US $ geschätzt.[29]

## Sonstiges
- In der South-Park-Folge „Das Große Geschäft“ (Ep. 1109) spielt Bono als Figur eine Hauptrolle und wird am Ende zum „second biggest crap in the world“ (Sinngemäß: der zweitgrößte Scheißhaufen der Welt) ernannt.[30] In der Folge wird die vermeintliche Sucht nach Auszeichnungen des Sängers parodiert.
- Bono war einer der Insassen des Wasserflugzeugs The Hemisphere Dancer (eine Grumman HU-16 Albatross) des US-Musikers Jimmy Buffett, als dieses am 16. Januar 1996 kurz nach der Landung im Meer bei Negril auf Jamaika von der Jamaica Constabulary Force beschossen wurde. Bono sagte dazu „I felt as if we were in the middle of a James Bond movie — only this was real.“[31] (Übersetzung: „Ich kam mir vor als wären wir mitten in einem James-Bond-Film – nur, dass dies die Wirklichkeit war.“) Die Behörden hielten den Flug fälschlicherweise für einen Drogentransport. Mit an Bord waren neben Buffett und Chris Blackwell, Gründer von Island Records, auch Bonos Frau Ali und ihre Kinder. Alle Insassen blieben unverletzt, das Flugzeug wies einige Einschusslöcher auf; es ist heute im Margaritaville Café in Orlando zu sehen.[32] Jimmy Buffett schrieb einen Song über den Vorfall: Jamaica Mistaica, veröffentlicht noch im selben Jahr auf dem Album Banana Wind. Bono erklärte später in einem Interview, um sein Leben und das der anderen Insassen gefürchtet zu haben.[33]
- In Die Simpsons – Der Film verliebt sich Lisa Simpson in den aus Irland stammenden Jungen Colin. Dieser ist musikalisch hochbegabt und erzählt, dass sein Vater auch Musiker ist. Auf Lisas Nachfrage sagt Colin über seinen Vater „Er ist nicht Bono!“
- In dem Roman American Psycho von Bret Easton Ellis wird Bono als der Teufel persönlich und damit ebenso als Psychopath charakterisiert wie der Protagonist Patrick Bateman.[34]
- In dem deutschen Dokumentarfilm Why Are We Creative von Hermann Vaske aus dem Jahr 2018 gehen Bono und viele weitere bekannte Persönlichkeiten der Frage nach, was sie dazu bewegt, kreativ tätig zu sein.[35]
- Am 8. Mai 2022 gaben Bono und The Edge ein kurzes Konzert in einem Luftschutzraum in der ukrainischen Hauptstadt Kiew, bei dem sie „With or Without You“, „Desire“, „Angel of Harlem“, „Vertigo“ und Ben E. Kings „Stand By Me“ spielten. Bei „Stand By Me“ holten sie sich Unterstützung von Taras Topolia, dem Sänger der ukrainischen Band Antytila.[36]